# 新沙駅 (広州市)
新沙駅（しんさえき）は、中華人民共和国広東省広州市増城区新沙大道北に位置する広州地下鉄13号線の駅。

## 歴史
計画時の駅名は「象頸嶺駅」であったが、2016年9月に広州市民政局が公示した13号線第一期の仮駅名では「復昌橋駅」に変更予定とされました。その後、増城区新塘鎮が市関係部門に「復昌橋は知名度が低く、駅が新沙路（後に新沙大道と改称）沿いに位置する」として「新沙路駅」への改名を提案。最終的に広州地下鉄集団の申請を受け、広州市民政局地名弁公室は「新沙駅」を正式名称として確定しました。
- 2017年12月28日：開業[4]。

## 駅構造
島式ホーム1面2線を有する地下駅。駅の西側に単線スイッチバック（片渡り線）、東側に引き上げ線2線が設置されている。

### のりば
| 番線 | 路線     | 行先           |
| ---- | -------- | -------------- |
| 1    | ■ 13号線 | 降車專用ホーム |
| 2    | ■ 13号線 | 魚珠方面       |

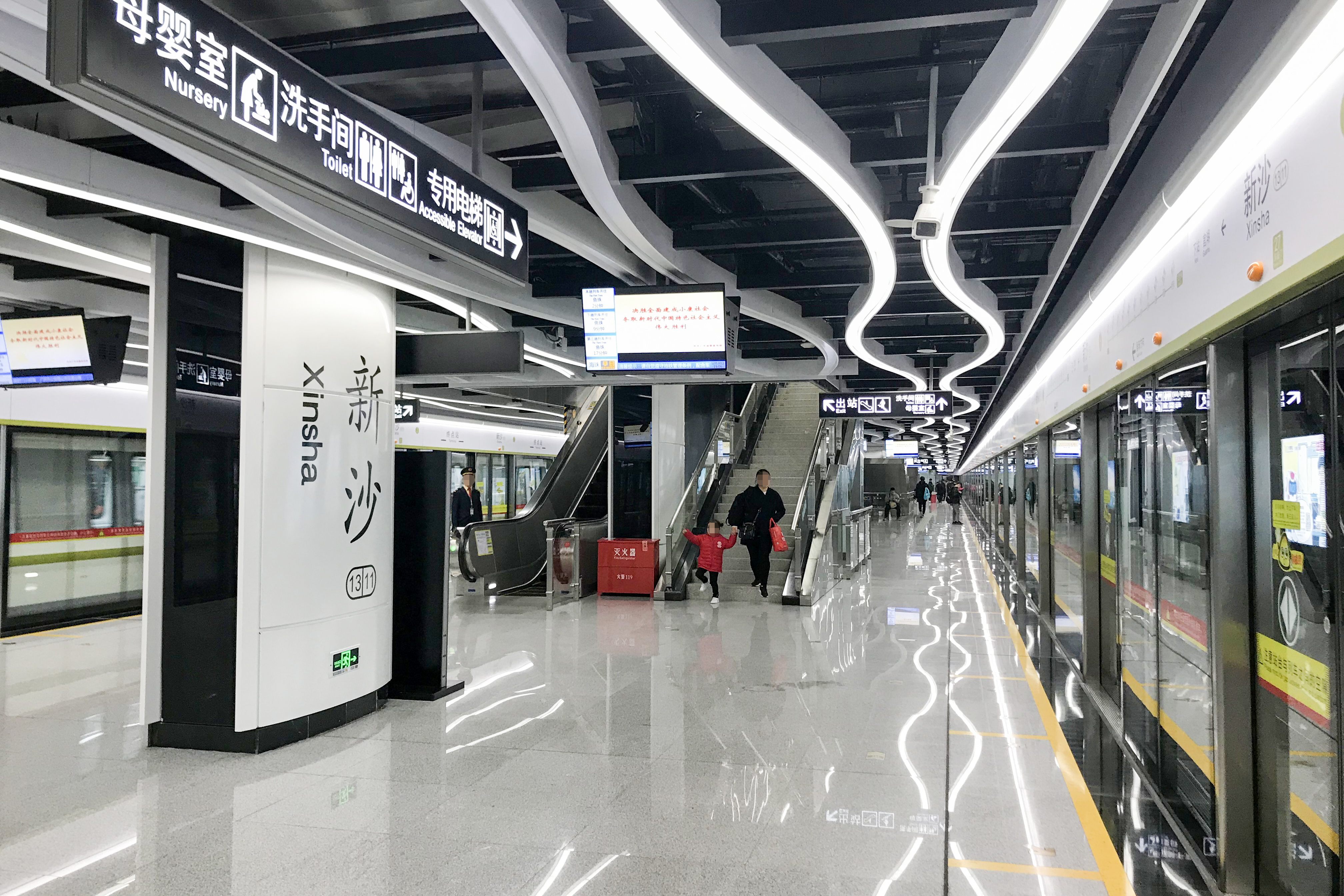
ホーム
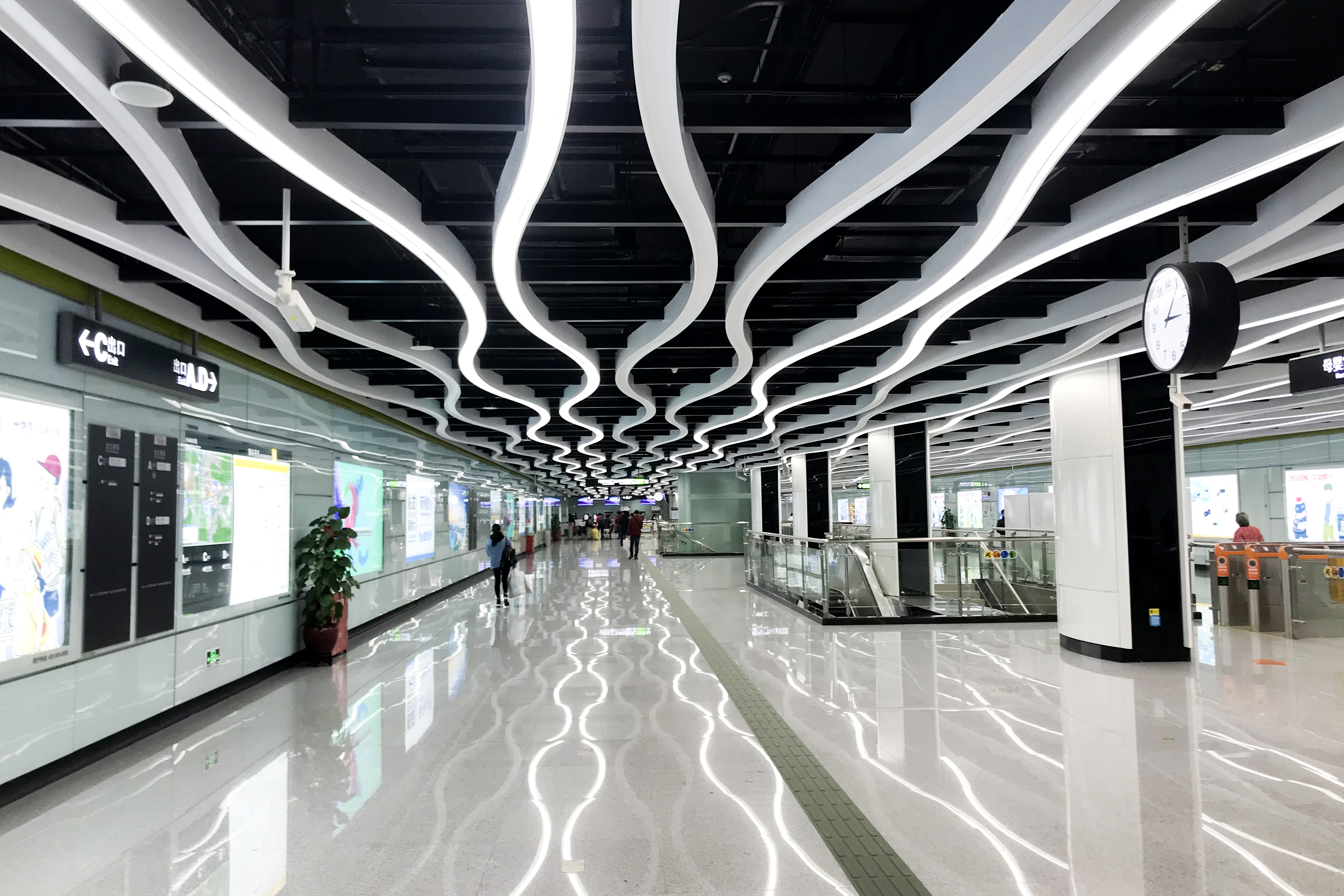
コンコース

## 駅周辺
- 新街村
- 石下村

## 隣の駅
広州地下鉄
■ 13号線
官湖駅 1310 - 新沙駅 1311